# Thomas O. Enders
Thomas Ostrom Enders (Hartford, 28 de noviembre de 1931-Nueva York, 17 de marzo de 1996) fue un diplomático estadounidense, que se desempeñó como embajador de su país en Canadá (1976-1979), ante las Comunidades Europeas en Bruselas (1979-1981) y en España (1983-1986). Dentro del Departamento de Estado, fue Subsecretario de Estado para Asuntos Económicos y Comerciales (1973-1976) y Subsecretario de Estado para Asuntos Interamericanos (1981-1983).

## Biografía
Nació el 28 de noviembre de 1931 en Hartford (Connecticut), hijo de un banquero de y sobrino del Premio Nobel John Franklin Enders. Estudió en la Universidad de Yale, recibiendo un título en 1953; en la Universidad de París, recibiendo una maestría en 1955; y la Universidad de Harvard, recibiendo una maestría en 1957.
En 1958, se unió al servicio exterior de los Estados Unidos como especialista en investigación de inteligencia. De 1960 a 1963, fue oficial de visas y luego oficial de economía en Estocolmo (Suecia). Desde 1963, fue economista internacional supervisor en la Oficina de Asuntos Europeos. En 1966, fue asistente especial en la Oficina del Subsecretario de Estado para Asuntos Políticos. En 1968, se convirtió en Subsecretario de Estado Adjunto para Asuntos Monetarios Internacionales.
Desde 1969, fue subjefe de misión en Belgrado (Yugoslavia). De 1971 a 1973, ocupó el mismo puesto en Phnom Penh (Camboya). Allí estuvo cargo de un comité que revisó y aprobó las solicitudes del gobierno de Lon Nol para bombardear secretamente el territorio camboyano contra los norvietnamitas. Su accionar le valió el reconocimiento de la administración de Richard Nixon, a la vez que fue acusado de engañar a dos miembros del personal del Comité de Relaciones Exteriores del Senado de los Estados Unidos que fueron a Camboya para investigar si los ataques aéreos habían excedido las restricciones establecidas por el Congreso estadounidense.
En 1974, se convirtió en Subsecretario de Estado para Asuntos Económicos y Comerciales, sirviendo bajo el secretario de Estado Henry Kissinger hasta 1975. La aprobación del nombramiento fue demorada durante varias semanas por el Comité de Relaciones Exteriores del Senado como protesta por su accionar en Camboya. Bajo este cargo, encabezó el Acuerdo del Programa Internacional de Energía (IEP), respaldado por la Agencia Internacional de Energía (AIE), que todavía existe hoy, como contrapeso a la OPEP.
En 1976, el presidente Gerald Ford lo nominó como embajador de los Estados Unidos en Canadá; ocupó este cargo del 17 de febrero de 1976 al 14 de diciembre de 1979. Allí desempeñó un papel central para llegar a un acuerdo para construir un gasoducto de gas natural desde Canadá hacia Estados Unidos. Desde 1979, fue embajador de los Estados Unidos en las Comunidades Europeas, misión con sede en Bruselas.
El presidente Ronald Reagan lo nominó como subsecretario de Estado para Asuntos Interamericanos; ocupó este cargo del 23 de junio de 1981 al 27 de junio de 1983. En el cargo presionó para negociar con representantes de izquierda de El Salvador y Nicaragua, en contra de otros funcionarios de nivel de la administración Reagan. Posteriormente, producto de la oposición con algunos funcionarios, terminó siendo desplazado por el secretario de Estado George P. Schultz.
Desempeñando el cargo de subsecretario, en agosto de 1981 viajó a Managua para conversar con el líder nicaragüense Daniel Ortega, llegando a un acuerdo tentativo para el cese de financiamiento estadounidense a los Contras, a cambio de detener el apoyo sandinista a la guerra salvadoreña. El borrador del acuerdo fue reescrito por el asesor de seguridad nacional Richard Vincent Allen y rechazado por Nicaragua.
En 1982, ante un comité del Senado conformado por la masacre de El Mozote en El Salvador, en el que el Ejército salvadoreño mató a más de 800 civiles durante la guerra civil salvadoreña, Enders atacó al corresponsal del New York Times Raymond Bonner y a la corresponsal del Washington Post Alma Guillermoprieto, quien había informado sobre la masacre. Enders declaró que hubo una batalla entre la guerrilla y el ejército, pero que "no se encontraron pruebas para confirmar que las fuerzas del gobierno masacren sistemáticamente a los civiles". También repitió la afirmación de que solo 300 personas habían vivido en Mozote, y que era imposible que el número de muertos llegara a lo reportado en las historias del Times y Post.
Luego, Reagan lo nombró embajador de los Estados Unidos en España, presentando sus cartas credenciales al gobierno español el 15 de septiembre de 1983 y ocupando el cargo hasta el 6 de julio de 1986.
Se retiró en 1986, trabajando como asesor financiero internacional en Salomon Brothers Inc.. Murió por melanoma en la ciudad de Nueva York el 17 de marzo de 1996. Está enterrado en Waterford (Connecticut).